# 미리암 칸
미리암 칸(Miriam Cahn, 1949년 7월 21일 출생)은 스위스의 화가이다.

## 생애
칸은 1949년 7월 21일 스위스 바젤에서 태어났다. 1968년부터 1973년까지 바젤 조형학교에서 공부하며 페미니즘과 반핵 운동에 참여했다. 칸은 유대인 출신이다.

## 작품
칸의 회화와 드로잉은 페미니즘과 아동 위험, 여성 의식 등의 주제를 다루며, 종종 "성기와 관련된 폭력적이고 충격적인 표현"을 특징으로 한다. 그녀의 작품은 종종 비전통적인 기법을 사용하여 제작된다. 칸의 첫 전시는 1979년에 열린 ‘Being a Woman in My Public Role’이었다. 그녀의 미국 첫 전시는 2011년 뉴욕 엘리자베스 디 갤러리에서 열렸다. 칸의 작품은 신표현주의 영향이 있다는 평가를 받는다.

## 평가 및 수상
요르그 쉘러는 칸을 "싸움을 좋아하는 페미니스트"라고 묘사했다. 그녀의 작품은 논란이 되기도 했으며, 2023년에는 몇몇 프랑스 극우 단체들이 팔레 드 도쿄에서 열린 'My Serial Thought' 전시회의 작품 <fuck abstraction!>을 아동 음란물을 묘사했다고 주장하며 철거를 요청했다. 이 그림은 러시아군에 의한 부차 학살을 추상적으로 묘사한 것으로, 프랑스 국가평의회는 이 항소를 기각하고 전시를 허용했다.
칸은 1998년 베를린 예술 아카데미에서 수여하는 케테 콜비츠 상을 받았다. 2024년에는 고슬라러 카이저링을 수상하게 된다.

## 소장품
칸의 작품은 뉴욕 현대미술관(MoMA), 런던 테이트 모던, 마드리드 소피아 왕비 국립미술센터, 바르샤바 현대미술관 등 전 세계의 주요 미술관에 소장되어 있다.

## 주요 전시

### 개인전
- READING DUST, 암스테르담, 네덜란드, 2024
- Miriam CAHN: Ma pensée serielle, 파리, 프랑스, 2023
- Miriam Cahn: ME AS HAPPENING, 코펜하겐, 덴마크, 2020–21
- Sifang Art Museum, 난징, 중국, 2019
- Miriam Cahn: I as Human, 바르샤바, 폴란드, 2019
- Miriam Cahn: I as Human, 뮌헨, 독일, 2019
- everything is equally important, 마드리드, 스페인, 2019
- DAS GENAUE HINSCHAUEN, 브레겐츠, 오스트리아, 2019
- ICH ALS MENSCH, 베른, 스위스, 2019
- devoir-aimer, 파리, 프랑스, 2017
- mare nostrum, 베를린, 독일, 2016
- Lachen bei gefahr, 카를스루에, 독일, 2012
- Sarajevo, 바젤, 스위스, 1993
- Stampa, 바젤, 스위스, 1994
- Nachkrieg-Vorkrieg (Was Fehlt), 바젤, 스위스, 1992
- Museum für Moderne Kunst, 프랑크푸르트암마인, 독일, 1992, 1995
- Verwandschaften, 암스테르담, 네덜란드, 1991
- Verwandschaften, 바젤, 스위스, 1990
- Verwandschaften, 프랑크푸르트, 독일, 1990
- Verwandschaften, 맨체스터, 영국, 1990
- Elisabeth Kaufmann, 취리히, 스위스, 1988
- Van de Loo, 뮌헨, 독일, 1988
- Lesen in Staub, 아른험, 네덜란드, 1988
- Lesen in Staub, 베를린, 독일, 1988
- Lesen in Staub/Weibliche Monate, 하노버, 독일, 1988
- Musée Rath, 제네바, 스위스, 1988
- Lesen in Staub/Strategische Orte, 뒤셀도르프, 독일, 1987
- Centre Culturel Suisse, 파리, 프랑스, 1987
- Galerie Vorsetzen, 함부르크, 독일, 1987
- Stampa, 바젤, 스위스, 1987
- Strategische Orte, 베를린, 독일, 1986
- Strategische Orte, 바젤, 스위스, 1986
- Strategische Orte, 바덴바덴, 독일, 및 본, 독일, 1985
- Strategische Orte, 취리히, 스위스, 1985
- Das Klassische Lieben, 쇼드퐁, 스위스, 1984
- Das Klassische Lieben, 비엔나, 오스트리아, 1984
- Das Klassische Lieben, 바젤, 스위스, 1984
- Das Klassische Lieben, 바젤, 스위스, 1983
- Wach Raum 1, 취리히, 스위스, 1982
- Stampa, 바젤, 스위스, 1977, 1979, 1981

### 그룹전
- Documenta 14, 아테네, 그리스, 및 카셀, 독일, 2017
- 21st Sydney Biennal, 시드니, 호주, 2018
- Prière de toucher – Le tactile dans l'art, 바젤, 스위스, 2016
- Module mai, 파리, 프랑스, 2010
- Sammlung Van de Loo, 베를린, 독일, 2004
- Where Is Abel, Your Brother?, 바르샤바, 폴란드, 1995
- From Beyond the Pale, 더블린, 아일랜드, 1994
- Centre d'Art Contemporian, 제네바, 스위스, 1994
- Zur Sache Selbst, 비스바덴, 독일, 1990
- Triennal de Dibuix, 바르셀로나, 스페인, 1989
- Sydney Biennal, 시드니, 호주, 1986
- Crosscurrents in Swiss Art, 런던, 영국, 1984
- Documenta, 카셀, 독일, 1982
- Feministische Kunst International, 바젤, 스위스, 1979
- Claudia Martínez Garay and Miriam Cahn: Ten Thousand Things, 난징, 중국, 2020